# Sauro Sedioli
Sauro Sedioli (Forlì, 20 aprile 1940) è un politico italiano.

## Biografia
Militante nel Partito Comunista Italiano e di seguito nel Partito Democratico della Sinistra, ha ricoperto il ruolo di sindaco della città di Forlì dal 1989 al 1995.
Dal 1970 al 1976 è stato vicesegretario della Federazione Provinciale del PCI di cui poi è stato segretario dal 1983 al 1989.
Chiamato a ricoprire il ruolo di sindaco della città di Forlì nel 1989 ha poi aderito al Partito Democratico della Sinistra.
Concluso il mandato come sindaco, nel 1996 è stato eletto deputato per il collegio di Forlì, carica che gli è stata confermata alle elezioni del 2001.
Ritiratosi dagli incarichi pubblici dopo la fine della sua esperienza parlamentare, ha aderito al Partito Democratico col quale continua la sua attività politica come militante di base.